# جايسون هال (كاتب مسرحي)
جايسون هال هو كاتب مسرحي كندي، ولد في 1978.